# Kausalattribuierung
Die Kausalattribuierung oder Kausalattribution beschreibt den Vorgang der Zuschreibung von Ursachen des eigenen oder fremden Verhaltens als einen Aspekt der Attribution. Die Kausalattribuierung ist eine alltägliche, vom Menschen durchgeführte Handlung. Beobachtete Ereignisse werden dabei auf naiv psychologische und wissenschaftliche Art und Weise erkundet und auf eine mögliche Ursache zurückgeführt. Die Kausalattribuierung hat somit eine Strukturierungsfunktion, die den Ereignissen eine Bedeutung gibt, die Ursachen erklärt und dadurch versucht, die Ereignisse vorhersehbar zu machen. Daher sind Kausalattribuierungen für menschliches Zusammenleben notwendig. Aus dem Bereich der Sozialpsychologie kommend, finden sich viele Attributionstheorien, die diesen Vorgang genauer beschreiben.

## Arten der Kausalattribuierung
Man unterscheidet zwei grundlegende Arten der Kausalattribuierung:
- Eine internale Kausalattribuierung liegt vor, wenn eine Person die Ursache eines Ereignisses bei sich sieht.
- Eine externale Kausalattribuierung liegt vor, wenn eine Person die Ursache eines Ereignisses bei anderen Personen, Umwelteinflüssen oder Faktoren sieht.

In der Regel neigt der Mensch dazu, bei Erfolg eine internale Kausalattribuierung anzuwenden, d. h., er sieht sich selbst als Ursache für den Erfolg. Ein Schüler sagt so z. B., dass er eine gute Arbeit geschrieben hat, weil er gelernt habe oder intelligent sei. Bei Misserfolg wird bevorzugt die externale Kausalattribuierung herangezogen, d. h., er schreibt einer anderen Person oder einem Umwelteinfluss die Schuld an seinem Misserfolg zu. Ein Schüler würde so z. B. sagen, dass er eine schlechte Arbeit geschrieben hat, weil der Lehrer ihn nicht leiden könne oder die Arbeit viel zu schwer gewesen sei. Diese Attribuierung stellt einen Schutz des eigenen Selbstwertgefühls dar, da man sich nicht selbst als Ursache eines negativen Ereignisses sieht und darstellen muss.

## Attributionsfehler
Die Art der Kausalattribuierung ändert sich je nach Standpunkt der Personen. Ein Beobachter schreibt Ereignissen eher innere Ursachen zu („Die Person ist hingefallen, weil sie gerannt ist.“), der Handelnde selbst schreibt eher äußere Ursachen zu („Ich bin hingefallen, weil es rutschig war.“). Dies führt auf Seiten der Beobachter häufig zum sogenannten fundamentalen Attributionsfehler (auch „Korrespondenzverzerrung“ genannt), d. h., das Verhalten von Personen wird tendenziell auf Charakteristika der Person zurückgeführt, während situative Aspekte, die einen Großteil der Verhaltensvarianz ausmachen, vernachlässigt werden.
Häufig treten Attribuierungsfehler auf, wenn sich eine Person in einer Notlage befindet. Das heißt: Auch in Fällen, in denen die in Not befindliche Person nicht an ihrer Notsituation Schuld hat, kommt der Beobachtende zu dem Ergebnis, dass sie selbst daran Schuld habe und diese daher selbst ändern könne („Er hat selbst Schuld, wenn er keine Arbeit hat, denn jeder, der arbeiten will, der bekommt auch eine Arbeit.“). Für den Betroffenen überwiegen dagegen meist die äußeren Umstände (die Situation am Arbeitsmarkt, die Gesellschaft im Allgemeinen etc.). Der Beobachtete bewahrt so sein Selbstwertgefühl, und der Beobachter versucht seinen Glauben und das Ideal einer gerechten Welt aufrechtzuerhalten. Er kann somit den Glauben beibehalten, die Situation sei grundsätzlich kontrollierbar.

## Kausaldimensionen
Kausaldimensionen dienen dazu, viele verschiedene Kausalfaktoren aufgrund funktionaler Ähnlichkeiten in möglichst wenige Dimensionen einzuteilen. Das Wort Dimension impliziert, dass es sich um ein Kontinuum mit zwei Extrempolen handelt. Eine Kausaldimension ist die oben schon genannte Lokationsdimension mit den Polen „internale Kausalattribuierung“ und „externale Kausalattribuierung“.
Eine weitere ist die Stabilitätsdimension mit den Polen „stabil“ und „variabel“. Diese ist insbesondere in Bezug auf die Bildung zukünftiger Erwartungen von Bedeutung. Nimmt man an, dass eine Ursache „stabil“ ist, so geht man davon aus, dass sie in Zukunft immer noch wirksam sein und das entsprechende Ereignis bedingen wird. Bei einer „variablen“ Ursache, z. B. wenn man das Ereignis auf den Zufall zurückführt, dann wird man nicht sicher sein, ob die Ursache in der Zukunft wieder vorhanden sein wird und das entsprechende Ereignis bedingt. 
Eine dritte Attributionsdimension ist die Kontrollierbarkeitsdimension mit den Polen „kontrollierbar“ und „nicht kontrollierbar“. 
Diese drei Kausaldimensionen (Lokation × Stabilität × Kontrollierbarkeit) können nun zu einer dreidimensionalen Taxonomie mit 8 Zellen kombiniert werden. Beispiel: Die Fähigkeit einer Person wird häufig als eine interne, stabile und nicht kontrollierbare Ursache zur Erklärung eines Handlungsergebnisses herangezogen. Man geht also davon aus, dass das Handlungsergebnis durch die handelnde Person verursacht wurde (intern). Da Fähigkeit als etwas Stabiles betrachtet wird, also als ein Merkmal einer Person, das sich nicht von einem Tag auf den anderen verändert, wird man erwarten, dass die Person bei einer vergleichbaren Aufgabe in Zukunft wieder ein vergleichbares Leistungsergebnis erzielen wird. Als unkontrollierbar werden Fähigkeiten häufig deshalb betrachtet, weil sie im Gegensatz zur Anstrengung nicht einfach willentlich beeinflusst werden können. 
Leistungsmotivierte Menschen schreiben eigenen Erfolg der Begabung und Anstrengung zu, eigenen Misserfolg mangelnder Anstrengung. Misserfolgsmotivierte Menschen führen eigenen Misserfolg auf mangelnde Begabung zurück.
Es ist an dieser Stelle jedoch wichtig zu erwähnen, dass es sich bei Kausalattributionen um keine Universalitäten handelt, sondern dass es interindividuelle Unterschiede in der Klassifikation verschiedener Ursachen gibt. So gibt es durchaus auch Personen, die der Meinung sind, dass die Fähigkeit einer Person durch Übung gesteigert werden könne, also etwas Kontrollierbares sei.